# 少女妖怪 石榴
《少女妖怪 石榴》（日語：おとめ妖怪 ざくろ），是由日本漫畫家星野莉莉創作的日本漫画作品。目前在《Comic Birz》（幻冬舍Comics）上连载。2010年10月开始改編為電視動畫，由J.C.STAFF擔任動畫製作。

## 概要
舞台是人类和妖怪共存的日本。反对派的妖怪引起了各种各样的问题。陆军和妖怪为了解决由妖怪引起的问题而成立妖人部。
妖人部是为了解决不可思议事件而招集半妖石榴、薄螢、雪洞&鬼灯以及陆军军人的總角景、芳野葛利劍、花桐丸龍组成。

## 登场人物

### 妖人部
西王母桃（石榴）
声 - 中原麻衣
主人公。人和妖怪所生的半妖。和總角组成一组。
個性強勢的少女，在妖人部裡面是戰鬥能力最高的，多次出手拯救陷入危機中的同伴。最初與總角見面以為是月曆上寫的愛情運勢，與他碰面變的非常緊張差點喜歡上總角，不久後發現總角是個非常害怕妖怪的廢柴覺得自己的戀情還沒開始就破滅了，但是往後彼此開始互相了解有著深厚的信賴關係。對於外來的文化非常反感也否定許多國外的東西，不喜歡牛奶以及飲料等東西，也討厭傳教士。在某種程度上算是傲嬌。
母親是神體依附村歷代以來力量最強大的巫女－突羽根，父親則是身為人類的惠永。
總角景
声 - 櫻井孝宏
主角。帝国陸軍少尉。石榴的搭档。
家里是军人世家 父親是少將，是個家庭富裕受過良好教育的男子。平時給人的感覺是個優雅且溫柔的美男子，不過實際上內裡是個非常害怕妖怪一旦有任何接觸就會開始變的弱不禁風的人（但對於石榴卻是唯一的例外），遇到危險的時候可以帶著帥氣的表情說出非常丟臉的話。對於自己身為軍人感到驕傲且認真，是個願意包容許多事情诚实温柔的青年。起初跟石榴經常喧鬧吵架給人一種水火不容的感覺，經過長久下來的時間依舊常常鬥嘴但彼此間內心卻有著深厚的信賴關係，石榴也開始漸漸的喜歡上他。
薄螢
声 - 花澤香菜
主角。石榴的幼时玩伴，也是半妖。和利劍一组。
無論外表或是內在都是個嬌容羞澀的淑女。會看日曆上的東西來占卜近日運勢。能读取接触到的物品及人身上残留的记忆。
芳野葛利劍
声 - 日野聰
主角。帝国陸軍少尉。薄螢的搭档。
雖然經常面無表情給人一種嚴格的軍人感覺，內裡卻是個細心觀察事情的體貼男子，不善言詞，且在與人相處上相當的笨拙，擅长弓。和总角是同期毕业。
雪洞、鬼燈
声 - 豊崎愛生（雪洞）、堀江由衣（鬼灯）
主角。双子的半妖。和丸竜一组。
雪洞是姐姐，鬼灯是妹妹。兩人行动相当一致，跟丸龍一樣活潑開朗只是有點單純容易受騙。與丸龍相遇時就喜歡上對方。兩人有把自己靈魂依附式神上並且透過歌曲進行操縱的能力，但式神被破壞時，正在唱歌的那人會受傷。
花桐丸龍
声 - 梶裕貴
主角。帝国陸軍少尉。雪洞・鬼灯的搭档。
是目前最年輕的少尉。是個充滿自信心志向遠大的少年，經常給人一種開郎率直的感覺。夢想是成為最年輕的元帥。對雪洞及鬼燈一見鍾情，非常擅長安撫兩人，總是能隨機應變的想出辦法讓她們高興起來。是少數幾個能一開始就分辨出雪洞與鬼灯的人。
豆藏
声 - 岡本信彦
和石榴关系很好的犬妖。有关西口音，性格开朗。戰鬥的時候，從體內取出成為石榴的刀的小樹枝。常常管總角閒事。
櫛松
声 - 小宮和枝
妖人部的长官，正體為妖狐，雖能化為人形但是頭部仍保持著妖狐的樣子。以前是服侍突羽根的妖怪，後來受突羽根所託，照顧西王母桃長大，並漂泊中途遇到了雨龍寺，並就此加入妖人省。
雨龍寿
声 - 石住昭彦
妖人部的最高责任人，正體為象，而在化為人形時大多數外貌基本上沒有改變。稍稍過度保護櫛松嬌生慣養的習慣，用經常沉著的態度修築。
櫻
声 - 井口裕香
小孩的妖人。平常與桐一起在石榴的周圍玩著，特別接近總角。戰鬥的時候，從體內取出成為薄螢的刀的小樹枝。
桐
声 - 田村睦心
和櫻是要好的孩子的妖人。戰鬥的時候，從體內取出成為雪洞和鬼灯的刀的小樹枝。
三升、三扇、三葉杏
声 - 芝原千彌子（三升）、關山美沙紀（三扇）、齋藤貴美子（三葉杏）
狸的妖人。在妖人省担当雑用。全體人員有著很相似的外表和別人化的能力，常常都三人一組行動。謠言是愛吃東西，每次中3談論石榴的戀愛事情。

### 神靈村
澤鷹／花楯鷹敏
声 - 近藤孝行
帝國陸軍中尉，是總角的上司。乍看之下，對妖人的態度很好的好青年，「神靈村」的村長，石榴的同母異父哥哥。
對於母親突羽根懷著相當深厚的思念之情，為了見母親不惜為父親命令跑出宅邸，但卻目睹了母親外遇的一幕，至此在他心中留下了難以抹滅的心靈創傷。父親死去後繼承神靈村村長之職位，並繼承父親之遺志，想得到西王母桃強大的力量。
亂杭
声 - 井上喜久子
女蜘蛛。看一眼以為是美人，用那個姿容誘惑男子的話，捉住之後用來吃，性格殘忍的妖怪。知道石榴的母親事。正使想法向接近沢鷹。
百綠、橙橙
声 - 戶松遥（百綠）、寿美菜子（橙橙）
侍奉亂杭的雙胞胎的半妖 。每次把石榴作目標攻擊。姐姐百綠的妖力很高，看起來是亂杭重要的寶物，亂杭輕視半妖的她們，只當他們是很方便的工具。妹妹橙橙醉心著乱杭，沒發現自己被利用的事，動畫中因被亂杭吸取精氣而死。
突羽根
声 - 大原沙耶香
石榴和沢鷹的母親。在村落中擁有最強力量的巫女，嫁給村長［声 - 大川透］後産下沢鷹。但是，悲嘆無法能和兒子見面的生活，在村莊的時候遇見人類的青年・和恵永相愛。之後與惠永幽會一事被兒子沢鷹目睹，因此被捉回村長宅邸並實施降靈儀式，生出了的半妖西王母桃。

### 總角家關係者
多恵
声 - 名塚佳織
總角家工作的女性。
總角組子
声 - 矢作紗友里
和景年紀稍有差距的妹妹，天生能看得見化為貓又的五英，並且不動聲色的悄悄照顧著五英。
總角守富
声 - 斧篤
景的父是帝国陸軍少將，對妖怪的印象不是很好（穿西服、吃西餐、討厭妖人。名義上是個絕對西化的標準人物）。
總角千代子
声 - 村井每早
景的母親，似乎知曉西王母桃是半妖。
五英
景年幼時疼愛的猫，在景的照顧下成為貓又（二尾），為了向景表達感謝在化為人形當晚出現在景的面前，卻使得景因為驚嚇而留下了對妖人的心理創傷。在不化為人形的形態下一般人看不見，默默地守護著總角家。

### 其他
惠永
声 - 森川智之
石榴的父親。從村落下和突羽根遇見，沢鷹告密二人的關係而被殺。
折形綾
声 - 本田貴子
「折屋」的女主人。人類，對妖人沒有的偏見，和妖人的麥正友好地生活著。
麥
声 - 野中藍
在折屋工作的年幼妖人。和藹可親的性格。

## 出版書籍
| 卷數 | 幻冬舍Comics  | 幻冬舍Comics                                            | 長鴻出版社     | 長鴻出版社           |
| 卷數 | 發售日期      | ISBN                                                    | 發售日期       | EAN                  |
| ---- | ------------- | ------------------------------------------------------- | -------------- | -------------------- |
| 1    | 2008年1月24日 | ISBN 978-4-344-81187-4                                  | 2008年5月15日  | EAN 471-2805-82384-0 |
| 2    | 2008年9月24日 | ISBN 978-4-344-81411-0                                  | 2008年12月17日 | EAN 471-2805-82957-6 |
| 3    | 2009年4月24日 | ISBN 978-4-344-81622-0                                  | 2009年8月18日  | EAN 471-1552-44519-0 |
| 4    | 2010年3月24日 | ISBN 978-4-344-81907-8                                  | 2011年1月19日  | EAN 471-3469-35845-7 |
| 5    | 2010年9月24日 | ISBN 978-4-344-82037-1                                  | 2011年7月7日   | EAN 471-6814-19160-0 |
| 6    | 2011年7月24日 | ISBN 978-4-344-82263-4 ISBN 978-4-344-82264-1（特裝版） | 2011年12月21日 | EAN 471-6814-19641-4 |
| 7    | 2012年4月24日 | ISBN 978-4-344-82458-4                                  | 2012年10月25日 | EAN 471-5409-85354-1 |
| 8    | 2013年3月23日 | ISBN 978-4-344-82761-5 ISBN 978-4-344-82728-8（限定版） | 2017年6月29日  | EAN 471-3006-54086-4 |
| 9    | 2014年3月24日 | ISBN 978-4-344-83010-3 ISBN 978-4-344-82981-7（限定版） | 2017年8月23日  | EAN 471-3006-54089-5 |
| 10   | 2015年3月24日 | ISBN 978-4-344-83290-9 ISBN 978-4-344-83289-3（限定版） |                |                      |

小說
由揚羽千景著作，插畫由原作者星野リリィ繪製。
| 標題 | 幻冬舍Comics   | 幻冬舍Comics           |
| 標題 | 發售日期       | ISBN                   |
| ---- | -------------- | ---------------------- |
|      | 2010年12月15日 | ISBN 978-4-344-82092-0 |
|      | 2011年10月28日 | ISBN 978-4-344-82161-3 |

## 电视動畫
2010年10月开始在东京电视台系播放。在此之前，2010年9月25日在NICONICO生放送中播放包括特番的第一话。

### 工作人员
- 原作 - 星野リリィ
- 監督 - 今千秋
- 系列構成 - 岡田麿里
- 人物设计 - 長谷川眞也
- 副设计 - 樋口聰美
- 美術監督 - 加藤浩、保木いずみ
- 色彩設計 - 伊藤由紀子
- 攝影監督 - 大河内喜夫
- 編集 - 西山茂
- 音樂 - 杉本優
- 音響監督 - 明田川仁
- 制作人- 小川容子、東不可止、三宅将典、松倉友二
- 动画片制作人 - 大橋正夫
- 动画制作 - J.C.STAFF
- 製作 - 石榴製作委員会

### 主題曲
片头曲
「MOON SIGNAL」
作詞 - 畑亜貴 / 作曲・編曲 - 虹音 / 歌 - sphere
片尾曲
「初戀は柘榴色」（第一話）（第三話）（第七話）（第十話）
作詞 - こだまさおり / 作曲・編曲 - 橋本由香利 / 歌 - 西王母桃（中原麻衣） / 語り - 総角景（櫻井孝宏）
「純情マスカレイド」（第二話）（第五話）（第九話）（第十一話）
作詞 - こだまさおり / 作曲・編曲 - 橋本由香利 / 歌 - 雪洞（豊崎愛生）、鬼灯（堀江由衣）、花桐丸竜（梶裕貴）
「二人静」（第四話）（第六話）（第八話）（第十二話）
作詞 - こだまさおり / 作曲・編曲 - 橋本由香利 / 歌 - 薄蛍（花澤香菜）、芳野葛利劔（日野聡）
插入曲
「紅花ノ乙女唄」
作詞 - 星野リリィ / 作曲・編曲 - 伊藤真澄 / 歌 - 雪洞（豊崎愛生）、鬼灯（堀江由衣）、薄蛍（花澤香菜）

### 各集列表
| 集数     | 日文标题 | 中文标题     | 脚本       | 分镜          | 演出         | 作画監督                                                                             | 總作画監督 |
| -------- | -------- | ------------ | ---------- | ------------- | ------------ | ------------------------------------------------------------------------------------ | ---------- |
| 第一話   |          | 優雅拜見     | 岡田麿里   | 今千秋        | 今千秋       | 長谷川真也                                                                           | 長谷川真也 |
| 第二話   |          | 紅光閃耀     | 岡田麿里   | 大原實        | 玉田博       | 小谷杏子 山中純子 元昌喜                                                             | 島村秀一   |
| 第三話   |          | 昔日哀憶     | 岡田麿里   | 福田道生      | 佐藤光       | 松下郁子 山本道隆                                                                    | 長谷川眞也 |
| 第四話   |          | 分隔之懼     | 森田真由美 | 大原實 渡邊浩 | 德本善信     | 山田真 山﨑克之                                                                      | 島村秀一   |
| 第五話   |          | 絲黏陷阱     | 岡田麿里   | 五月女浩一朗  | 五月女浩一朗 | 樋口聰美 山元浩 谷口繁則                                                             | 長谷川眞也 |
| 第六話   |          | 多事行進     | 岡田麿里   | 今千秋        | 橋本敏一     | 宮下雄次 森前和也 中山由美                                                           | 島村秀一   |
| 第七話   |          | 我的小貓     | 森田真由美 | 小瀧礼        | 平田豐       | 佐佐木睦美                                                                           | 長谷川真也 |
| 第八話   |          | 徒然之雨     | 森田真由美 | 鈴木洋平      | 鈴木洋平     | 中山由美 松下郁子                                                                    | 島村秀一   |
| 第九話   |          | 幸福之戀     | 岡田麿里   | 小瀧禮        | 玉田博       | 窪敏 元昌喜                                                                          | 長谷川真也 |
| 第十話   |          | 闇影襲來     | 岡田麿里   | 今千秋        | 佐藤光       | 龜谷響子 森前和也 谷口繁則 宮下雄次                                                  | 島村秀一   |
| 第十一話 |          | 空虛、的撫摸 | 岡田麿里   | 五月女浩一朗  | 五月女浩一朗 | 松下郁子 元昌喜 中村勇介 福永純一 宮嶋仁志                                           | 長谷川真也 |
| 第十二話 |          | 危机，接近的 | 岡田麿里   | 福島宏之      | 鈴木洋平     | 中山由美                                                                             | 島村秀一   |
| 第十三話 |          | 结局，灿烂的 | 岡田麿里   | 今千秋        | 今千秋       | 長谷川真也 若山政志 小野田将人 中山由美 樋口聰美 谷口繁則 龜谷響子 松下郁子 森前和也 | 長谷川真也 |

### 播放电视台
| 播放地區   | 播放電視台 | 播放日期                       | 播放時間（UTC+9）        | 所屬聯播網 | 備註            |
| ---------- | ---------- | ------------------------------ | ------------------------ | ---------- | --------------- |
| 關東廣域圏 | 東京電視台 | 2010年10月4日 - 12月27日       | 周一 25時30分 - 26時00分 | 東京電視網 |                 |
| 愛知縣     | 愛知電視台 | 2010年10月6日 - 12月29日       | 周三 25時58分 - 26時28分 | 東京電視網 |                 |
| 大阪府     | 大阪電視台 | 2010年10月8日 - 12月31日       | 周五 26時35分 - 27時05分 | 東京電視網 |                 |
| 日本全國   | NICONICO   | 2010年10月9日 - 2011年1月1日   | 毎周六深夜更新           | 網路配信   | 最新話1週內免费 |
| 日本全國   | 萬代頻道   | 2010年10月11日 -               | 毎周一更新               | 網路配信   |                 |
| 日本全國   | ShowTime   | 2010年10月18日 -               | 毎周五12:00更新          | 網路配信   |                 |
| 日本全國   | AT-X       | 2010年10月23日 - 2011年1月15日 | 周六 8時00分 - 8時30分   | CS放送     | 有重播          |
| 臺灣       | 緯來日本台 | 2012年4月10日 - 4月26日        | 週一至五19:00-19:30      | 有線電視   | UTC+8           |

### DVD
| 卷數 | 發售日         | 收錄内容       | 規格編號  |
| ---- | -------------- | -------------- | --------- |
| 1    | 2010年11月24日 | 第1話〜第2話   | ANZB-3690 |
| 2    | 2010年12月22日 | 第3話〜第4話   | ANZB-3962 |
| 3    | 2011年1月26日  | 第5話〜第6話   | ANSB-3964 |
| 4    | 2011年2月23日  | 第7話〜第8話   | ANZB-3966 |
| 5    | 2011年3月23日  | 第9話〜第10話  | ANZB-3968 |
| 6    | 2011年4月27日  | 第11話〜第12話 | ANZB-3970 |

## WEB电台
- 标题 - 「少尉茶寮 ざくろ」
- 参与人员 - 日野聡（芳野葛利劔 役）、梶裕貴（花桐丸竜 役）
- 配信台 - Lantis Web Radio
- 配信期間 - 2010年8月13日（プレ配信）、2010年9月1日||- （每周三）